# Commelina lukonzolwensis
Commelina lukonzolwensis är en himmelsblomsväxtart som beskrevs av De Wild. Commelina lukonzolwensis ingår i släktet himmelsblommor, och familjen himmelsblomsväxter. Inga underarter finns listade.